# Serenity (группа)
Serenity — австрийская группа, исполняющая музыку в стиле мелодик пауэр-метал с влияниями прогрессивного и симфонического метала.

## История
Serenity была основана в Тироле, Австрия в январе 2001 года. Группа получила хорошие отзывы за свою первую демозапись «Starseed V.R.». В 2003—2004 гг. трое участников покинули группу. С февраля по март 2004 года им была найдена замена. Следующая демозапись группы, «Engraved Within», изданная в апреле 2005 года, была встречена положительными рецензиями от таких журналов, как Metal Hammer.
Дебютный альбом группы «Words Untold and Dreams Unlived» был издан в Европе 27 апреля 2007 года и 8 мая в США и Канаде под лейблом Napalm Records. Группа отправилась в тур по Европе в поддержку альбома «Words Untold and Dreams Unlived» с Morgana Lefay, Threshold и позднее Kamelot. В декабре 2007 года группа приступила к записи второго альбома, он получил название «Fallen Sanctuary» и был выпущен 29 августа 2008 года в Европе и 9 сентября в США. Диск также содержал первый видеоклип группы «Velatum», режиссёром которого выступил Robert Geir. Оно было снято 2—5 июля и опубликовано на официальном сайте группы 17 июля в поддержку нового альбома.
Весной 2009 года Serenity в качестве группы поддержки отправилась в тур «Rule The World Tour 2009» вместе с Kamelot. Осенью этого же года группа выступала со своими давними друзьями Edenbridge, и через несколько недель спустя как специальный гость с группой Threshold в их туре «Essence Of Progression».
После турне группа сконцентрировалась на записи нового альбома под названием «Death & Legacy», запланированного к выходу 25 февраля 2011 года. Оркестровые части были записаны Oliver Philipps, альбом был спродюсирован Jan Vacik.
В конце августа 2010 басист Simon Holzknecht покинул группу по личным причинам. Его место занял Fabio D’Amore (Pathosray, Fairyland, Syrayde).
25 января 2011 года на официальном сайте было опубликовано новое видео «The Chevalier», в котором в качестве специальной гостьи приняла участие вокалистка группы Sirenia Айлин. 5 февраля был также опубликован ещё один трек из будущего альбома «Serenade Of Flames», в записи которого приняла участие солистка Delain Шарлотта Весселс.
Третий студийный альбом «Death & Legacy» вышел 25 февраля 2011 года.
В 2011 году состоялись туры по Австрии, а также по всей Европе в поддержку Delain. На этих концертах с группой выступала Лиза Миддельхауфе, бывшая вокалистка немецкой симфо-метал-группы Xandria. В октябре 2011 группа также приняла участие в фестивальном туре «Out Of The Dark Tour» вместе с такими группами, как Xandria, Amberian Dawn, Van Canto и Tristania, здесь в качестве приглашённой вокалистки выступила Клементина Делоне из французской группы Whyzdom.
14 ноября 2011 года группа представила видеоклип на песню «When Canvas Starts To Burn».
В начале 2013 года коллектив объявил, что новый альбом получил название «War Of Ages». Кроме того, с этого момента Клементина Делоне стала постоянной вокалисткой Serenity. Официальный релиз «War Of Ages» в Европе состоялся 22 марта 2013 года.

## Состав группы

### Текущие участники
- Андреас Шипфлингер — ударные, бэк-вокал (с 2001 года)
- Георг Нойхаузер — вокал (с 2004 года)
- Фабио Д’Аморе — бас-гитара, бэк-вокал (с 2011 года)
- Кристиан Хермсдорфер — гитара (с 2015 года)

### Бывшие участники
- Маттиас Анкер — ритм-гитара и вокал (2001—2003)
- Стефан Шипфлингер — соло-гитара (2001—2004)
- Стефан Ванкер — бас-гитара (2001—2004)
- Симон Холцкнехт — бас-гитара (2004—2010)
- Марио Хирцинхер — клавишные, бэк-вокал (2001—2012)
- Клементина Делоне — вокал, бэк-вокал (2013—2015)
- Томас Бухбергер — соло- и ритм-гитара (2004—2015)

Бывшие сессионные участники
- Оливер Филиппс — клавишные (2008—2013)

## Дискография

### Демо
- Starseed V.R. (2002)
- Engraved Within (2005)

### Студийные альбомы
- Words Untold & Dreams Unlived (2007)
- Fallen Sanctuary (2008)
- Death & Legacy (2011)
- War Of Ages (2013)
- Codex Atlanticus (2016)
- Lionheart (2017)
- The Last Knight (2020)
- Nemesis AD (2023)

### Синглы
- Velatum (2008)
- The Chevalier (2011)
- Serenade of Flames (2011)
- When Canvas Starts To Burn (2011)
- Wings of Madness (2013)
- Lionheart (2017)
- United (2017)

### Клипы
- «Velatum» (2008)
- «The Chevalier (feat. Ailyn)» (2011)
- «When Canvas Starts To Burn» (2011)
- «Wings of Madness» (2013)
- «Follow Me» (2016)
- «Spirit In The Flesh» (2016)
- «My Final Chapter» (2016)
- «Lionheart» (2017)
- «Souls And Sins» (2020)
- «Ritter Tod und Teufel (Knightfall)» (2023)